# 鋸山ロープウェー

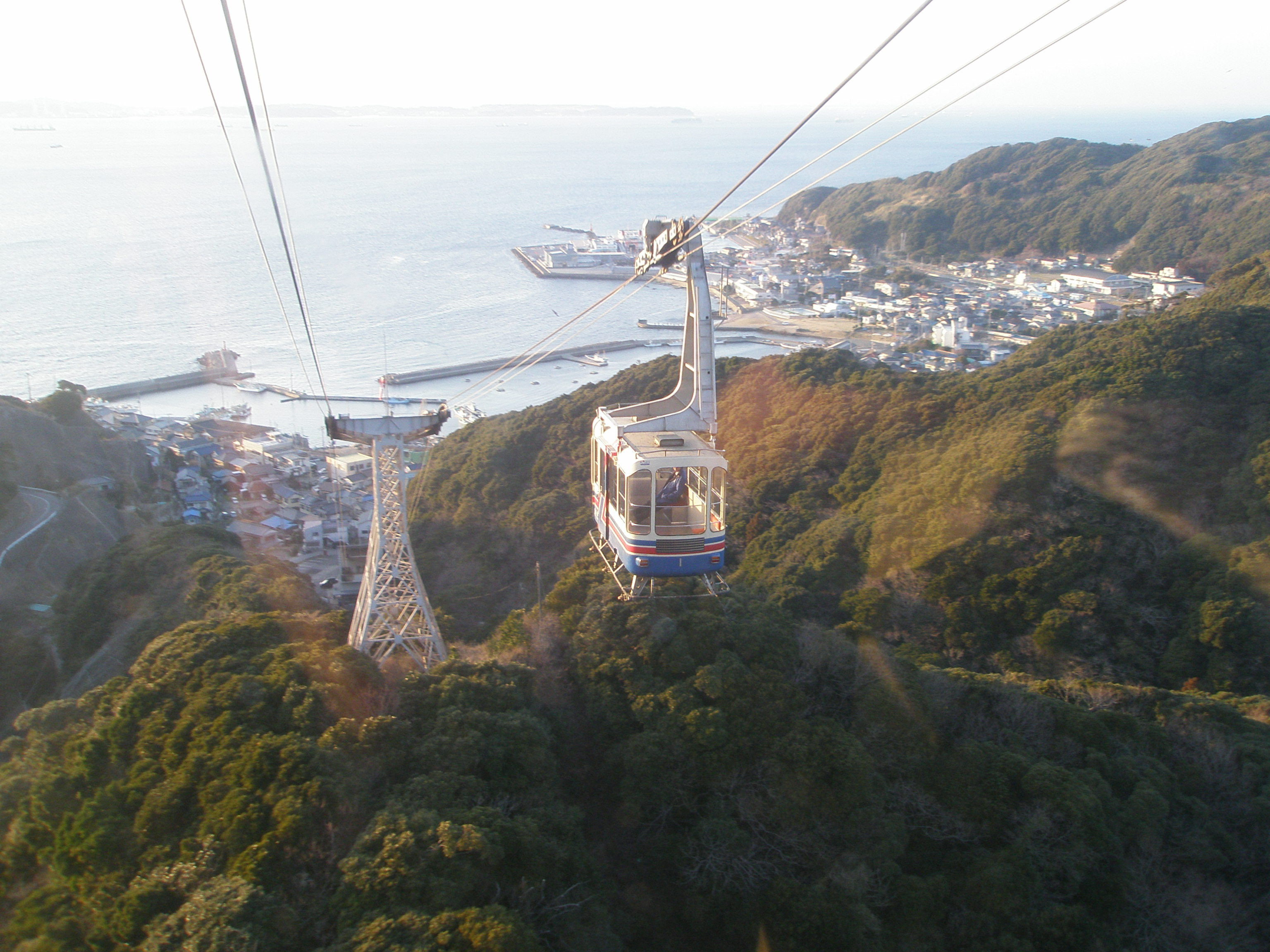
鋸山ロープウェー（搬器更新前）

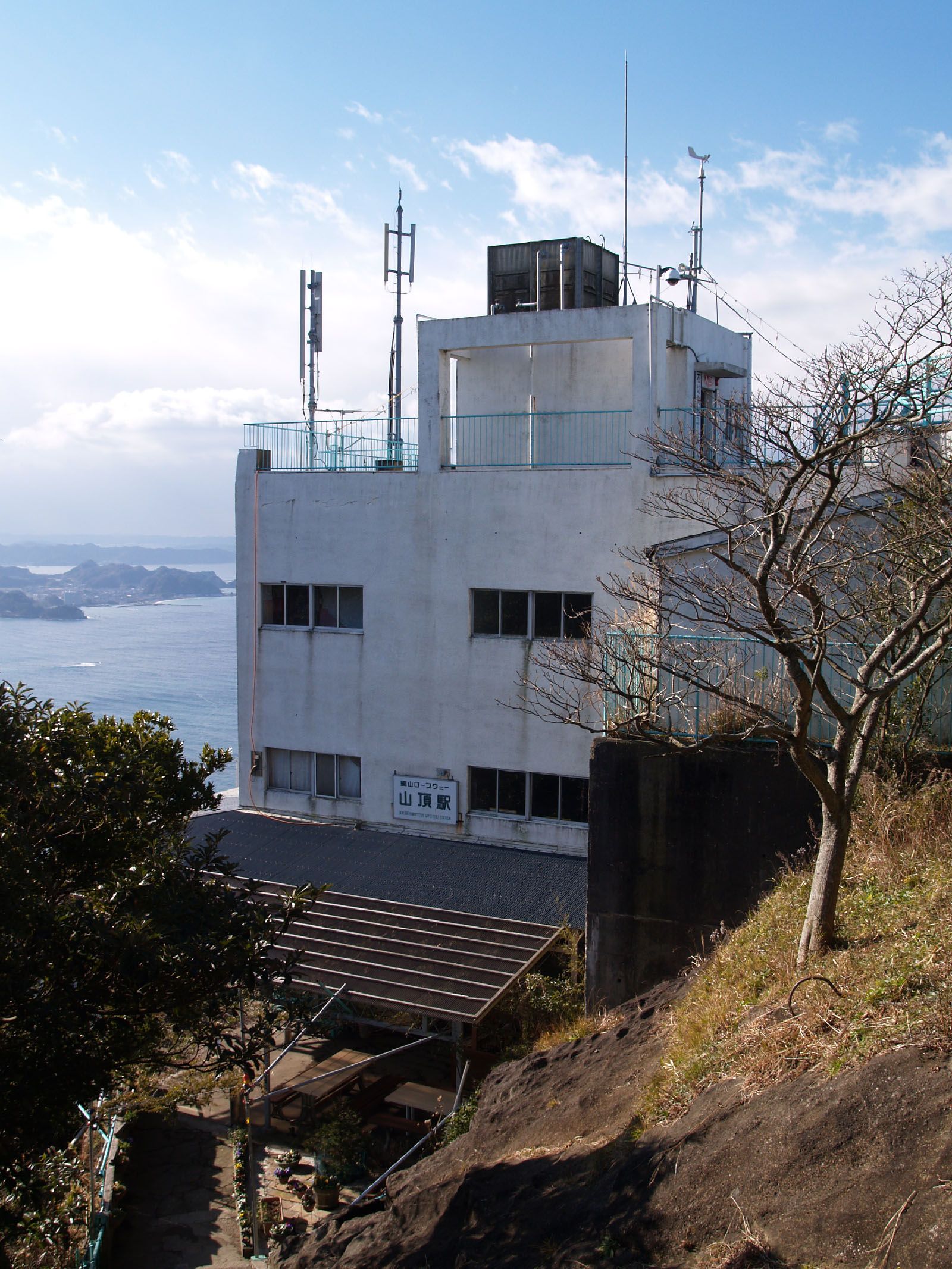
山頂駅

鋸山ロープウェー（のこぎりやまロープウェー）は、千葉県富津市にある索道である。鋸山ロープウエー株式会社が経営する。鋸山への観光路線であり、京成電鉄を中心とする京成グループの企業である。

## 歴史
- 1962年（昭和37年）12月21日： 開通[1][2]。
- 1977年（昭和52年）2月12日：平衡索が滑車から外れたことから安全装置が作動してゴンドラが緊急停止。44人（定員超過状態）が8時間中づり状態となった[3]。
- 1988年（昭和63年）：ゴンドラを新型へ更新。製造は日本車両（一部工程は日本電装[4]）。
- 2010年（平成22年）：PASMO及びSuicaでの乗車券購入取扱い開始[5]。
- 2012年（平成24年）12月21日：ゴンドラを新型へ更新[6]。1号車をかもめ、2号車をちどりとする。製造はスイスのCWA社。
- 2023年（令和5年）3月1日：旅客運賃の改定を行い、約3割値上げした。消費税の導入や税率改定時を除く運賃改定は30年ぶりとなった[7][8]。

## 路線データ、駅一覧
鋸山山麓駅（標高106 m、北緯35度9分44秒 東経139度49分24秒） - 鋸山山頂駅（標高329 m、北緯35度9分30秒 東経139度49分43.5秒）
- 全長 : 680 m
- 高低差 : 223 m
- 走行方式 : 複線3線交走式
- 傾斜：約28度
- 定員 : 41人
- 運転時分 : 3分18秒
- 駅数 : 2駅

### 営業時間
- 通常（2月16日～11月15日） 9:00 - 17:00
- 冬季（11月16日～2月15日）9:00 - 16:00
  - 夏季は営業時間が延長される。
  - 毎年 1月中旬頃に 1年検査の為、 1週間程度営業が休止される。
  - 元旦は 5：30からの営業となる。
  - 荒天の場合、運転が休止となる場合がある。

### 利用状況
千葉県統計年鑑によると、近年の一日平均乗車人員推移は下表の通り。
| 年度   | 鋸山山麓駅 | 鋸山山頂駅 |
| ------ | ---------- | ---------- |
| 2011年 | 461        | 422        |
| 2012年 | 522        | 488        |
| 2013年 | 571        | 531        |

## 接続路線
- 鋸山山麓駅
  - JR内房線 浜金谷駅徒歩8分
  - 東京湾フェリー金谷港徒歩12分
  - 国道127号
- 鋸山山頂駅
  - 鋸山登山自動車道